# 坂広秀
坂 広秀（さか ひろひで）は、戦国時代の武将。毛利氏の重臣。坂城主。本姓は大江氏。通称は長門守。坂広時の子とされるが、兄・広明の子で広時の養子ともいう。

## 生涯
坂氏は、戦国初期の毛利氏において、代々執政として支えた毛利氏の庶家である。しかし、広秀の代には、坂氏の庶流の志道氏当主・志道広良が重用され、坂氏本家は弱体化しつつあった。
大永2年（1522年）に毛利氏当主・毛利幸松丸の後見人であった毛利元就が、尼子経久の圧力もあって坂一族の坂広時を粛清したのちに、坂広秀は坂氏の家督を継いだと推測される。大永3年（1523年）に幸松丸の死去によって、毛利元就の家督相続を要請する連署起請文に署名した15人の宿老の中にも、広秀の名が見える。
しかし、大永4年（1524年）に坂広秀は元就の異母弟・相合元綱を担いだクーデターを起こそうとするも失敗し、元就によって誅殺された。なお、この坂広秀の謀反により、坂広秀の一族（兄？）である桂広澄も自刃している。
このクーデターには出雲国尼子氏や石見国国人の高橋氏が、裏で糸を引いていたともいわれる。
坂氏の嫡流は志道広良の子志道元貞が継承。広秀の子・坂元祐は平賀隆宗を頼って落ち延び、後に帰参して毛利家臣となり別家を建てた。江戸期に坂氏の一族は、元貞と元祐の系統など大組に二家、無給通に二家、萩藩の重臣の家臣や徳山藩に庶子家がある。